# The Outlast Trials
The Outlast Trials é um jogo eletrônico vindouro de tiro em primeira pessoa e survival horror psicológico desenvolvido e publicado pela Red Barrels. É um spin-off da série Outlast, servindo como uma prequela aos dois jogos anteriores e apresentando indivíduos de teste em um misterioso experimento durante a Guerra Fria. The Outlast Trials contará com um modo multiplayer e será lançado em 2021.

## Desenvolvimento
Uma continuação de Outlast 2 foi anunciada em dezembro de 2017 sem que nenhuma data ou plataforma fosse confirmada. Durante esse anunciamento, Red Barrels havia afirmado que já que eles não poderiam lançar DLCs para o segundo jogo da franquia devido a sua estrutura, eles desenvolveriam um projeto menor relacionado ao Outlast e que deve ser lançado antes do terceiro segmento da franquia.
The Outlast Trials foi citado novamente em outubro de 2019 e não é uma sequência direta de Outlast 2. O jogo gira em torno de sujeitos de teste em um experimento da Guerra Fria no mesmo universo dos segmentos anteriores. David Chateauneuf, cofundador da Red Barrels, disse que "a prova de conceito está completa e o time do jogo está agora em modo de desenvolvimento".

### Publicidade
Em 4 de dezembro de 2019, a desenvolvedora do jogo lançou uma imagem teaser do mesmo. No dia 13 de junho de 2020, um teaser trailer foi revelado e a data de lançamento foi definida para 2021.